# Lingua ǂkx'auǁ'ein
La lingua ǂKx'auǁ'ein è una lingua parlata nell'Africa sudoccidentale (Botswana e Angola), appartenente alla famiglia delle lingue khoisan. La lingua è conosciuta anche con i nomi di Auen, Kung-Gobabis, ||Au||ei, ||X'au||'e, =|Kx'au||'ei, Kaukau, Koko, ǂAu.//eî.
La lingua ǂKx'auǁ'ein è parlata da circa 7.000 persone (anno 2006), appartenenti al gruppo etnico !kung, prevalentemente residenti in Namibia e Botswana; la maggior parte dei parlanti è tuttavia bilingue con altre lingue parlate nell'area come il naro e il tswana. La lingua fa parte del gruppo delle lingue juu (ramo settentrionale delle lingue khoisan).
La lingua ǂKx'auǁ'ein è una lingua tonale, contraddistinta (come tutte le lingue khoisan) dalla presenza di numerose consonanti clic (prodotte facendo schioccare la lingua contro il palato o contro i denti). I simboli "ǂ" e "ǁ" che compaiono nel nome della lingua indicano rispettivamente un clic palatale e un clic laterale.